# Paccar
PACCAR Inc – amerykańskie przedsiębiorstwo z siedzibą w Bellevue, założone w 1905 roku i operujące w branży wytwórczej samochodów ciężarowych.
Do grupy Paccar należą Kenworth, Peterbilt i DAF, które wytwarzane są w fabrykach w Stanach Zjednoczonych, Europie, Australii, Kanadzie i Meksyku. PACCAR posiada też zakład produkcji silników w Columbus.
Przedsiębiorstwo świadczy także usługi leasingowe dla klientów w salonach sprzedaży pod marką PACCAR Financial Services. W 2014 roku segment finansowy był odpowiedzialny za 6% przychodów przedsiębiorstwa.
PACCAR jest również właścicielem marek wyciągarek przemysłowych Braden, Carco oraz Gearmatic.